# Jiangbei (Ningbo)
Jiangbei léase Chiáng-Béi (en chino:江北区,pinyin:Jiāngběi qū) es un distrito urbano bajo la administración de la Subprefectura de Ningbo , en el este de la República Popular China. Su área es de 208 km² y su población para 2017 fue cerca a los 400 mil habitantes.

## Administración
El distrito de Jiangbei se divide en 7 subdistritos y 1 poblado.